# Campionato austriaco di hockey su pista 2016
Il Campionato Austriaco 2016 (de:Österreichischer Meister) è stata la 25ª edizione dell'omonimo torneo riservato alle squadre di hockey su pista austriache. Esso è stato organizzato dalla Federazione di pattinaggio dell'Austria. La competizione è iniziata il 17 aprile e si è conclusa il 25 giugno 2016.
Il torneo fu vinto dal Dornbirn per la 13ª volta nella sua storia.

## Squadre partecipanti
| Club       | Stagione | Città    | Impianto            | Sponsor | Stagione precedente          |
| ---------- | -------- | -------- | ------------------- | ------- | ---------------------------- |
| Dornbirn   | Dettagli | Dornbirn | Stadthalle Dornbirn |         | 2°                           |
| Dornbirn B | Dettagli | Dornbirn | Stadthalle Dornbirn |         | 4°                           |
| Villach    | Dettagli | Villach  | Ballspielhalle Lind |         | 3°                           |
| Wolfurt    | Dettagli | Wolfurt  | HockeyArena Wolfurt |         | Campione d'Austria in carica |

## Risultati
| Andata (1ª) | Andata (1ª) | 1ª giornata         | Ritorno (4ª) | Ritorno (4ª) |
|             |             |                     |              |              |
| 17 apr.     | 3-15        | Dornbirn B-Dornbirn | 6-8          | 5 mag.       |
| 5 mag.      | 4-5         | Villach-Wolfurt     | 2-12         | 4 giu.       |

| Andata (2ª) | Andata (2ª) | 2ª giornata        | Ritorno (5ª) | Ritorno (5ª) |
|             |             |                    |              |              |
| 23 apr.     | 5-3         | Dornbirn-Wolfurt   | 6-0          | 16 mag.      |
| 7 mag.      | 10-6        | Villach-Dornbirn B | 6-2          | 24 giu.      |

| Andata (3ª) | Andata (3ª) | 3ª giornata        | Ritorno (6ª) | Ritorno (6ª) |  |
|             |             |                    |              |              |  |
| 26 mag.     | 7-4         | Wolfurt-Dornbirn B | 5-3          | 25 giu.      |  |
| 11 giu.     | 3-13        | Villach-Dornbirn   | 10-6         | 25 giu.      |  |

### Classifica
|                    | Pos. | Squadra    | Pt | G | V | N | S | GF | GS | D   | Note / Qualificazioni |
| ------------------ | ---- | ---------- | -- | - | - | - | - | -- | -- | --- | --------------------- |
| Austria (bandiera) | 1.   | Dornbirn   | 18 | 6 | 6 | 0 | 0 | 57 | 21 | +36 |                       |
|                    | 2.   | Wolfurt    | 12 | 6 | 4 | 0 | 2 | 32 | 24 | +8  |                       |
|                    | 3.   | Villach    | 6  | 6 | 2 | 0 | 4 | 31 | 48 | -17 |                       |
|                    | 4.   | Dornbirn B | 0  | 6 | 0 | 0 | 6 | 24 | 51 | -27 |                       |

## Verdetti
| Qualificazioni / retrocessioni | Club                  |
| ------------------------------ | --------------------- |
| Campione d'Austria 2016        | Dornbirn (13º titolo) |
| Coppa CERS 2016-2017           | Dornbirn Wolfurt      |